# Mortal Kombat: Legacy Kollection
Mortal Kombat: Legacy Kollection es un próximo videojuego desarrollado y publicado por Digital Eclipse a través de Atari. Se trata de una compilación de varios juegos de lucha anteriores de la serie Mortal Kombat, lanzados originalmente entre 1992 y 2003. Su lanzamiento está previsto para el 30 de septiembre de 2025 para Nintendo Switch, Nintendo Switch 2, PlayStation 4, PlayStation 5, Xbox One, Xbox Series X/S y Microsoft Windows.

## Jugabilidad
El juego recopila varias versiones de los cuatro primeros juegos de Mortal Kombat, incluyendo sus versiones arcade, doméstica y portátil, así como algunas entregas portátiles. Todos los juegos de la colección serán compatibles con el modo multijugador en línea con rollback netcode. Los botones de menú óptimos permitirán a los jugadores desbloquear el contenido oculto de cada juego, así como acceder a los menús de desarrollador y otras opciones ocultas. El juego contará con material sustancial de detrás de las escenas, incluyendo entrevistas con miembros del equipo de desarrollo original como Ed Boon y John Tobias, utilizando el mismo formato de "línea de tiempo interactiva" visto en otras compilaciones de Digital Eclipse como Atari 50. También se incluyen perfiles de personajes y líneas de tiempo que resumen la narrativa de la serie.

### Juegos
Los siguientes juegos y versiones están confirmados para su inclusión en Mortal Kombat: Legacy Kollection, con juegos adicionales aún pendientes de ser anunciados:
| Title                             | Arcade | SNES | Genesis | Game Boy | Game Gear | 32X | PS1 | Game Boy Advance |
| --------------------------------- | ------ | ---- | ------- | -------- | --------- | --- | --- | ---------------- |
| Mortal Kombat                     | Sí     | Sí   | Sí      | Sí       | Sí        |     |     |                  |
| Mortal Kombat II                  | Sí     | Sí   | Sí      | Sí       |           | Sí  |     |                  |
| Mortal Kombat 3                   | Sí     | Sí   | Sí      |          |           |     |     |                  |
| Ultimate Mortal Kombat 3          | Sí     | Sí   |         |          |           |     |     |                  |
| Mortal Kombat Trilogy             |        |      |         |          |           |     | Sí  |                  |
| Mortal Kombat 4                   | Sí     |      |         |          |           |     |     |                  |
| Mortal Kombat Advance             |        |      |         |          |           |     |     | Sí               |
| Mortal Kombat: Deadly Alliance    |        |      |         |          |           |     |     | Sí               |
| Mortal Kombat: Tournament Edition |        |      |         |          |           |     |     | Sí               |